# المالكوها ذو القرن الأحمر
المالكوها ذو القرن الأحمر (Dasylophus superciliosus) هي نوع من الوقواق في عائلة Cuculidae. وهي متوطنة في جزيرة لوزون في الفلبين. موطنها الطبيعي هو الغابات الاستوائية الرطبة في الأراضي المنخفضة.

## الوصف
تتميز بحجم كبير وذيل طويل وقنزعة فريدة. هي أحادية الشكل الجنسي. أجزاؤها العلوية وأجنحتها وذيلها سوداء مع بريق أخضر مزرق. حاجب العين، أو الحاجب، يتكون من ريش أحمر طويل متفرق يبدأ من مقدمة الرأس ويمتد حتى مؤخرة العنق. ريش ذيلها متدرج وينتهي بأطراف بيضاء، أما الأجزاء السفلية فهي سوداء مع مسحة خضراء باهتة.

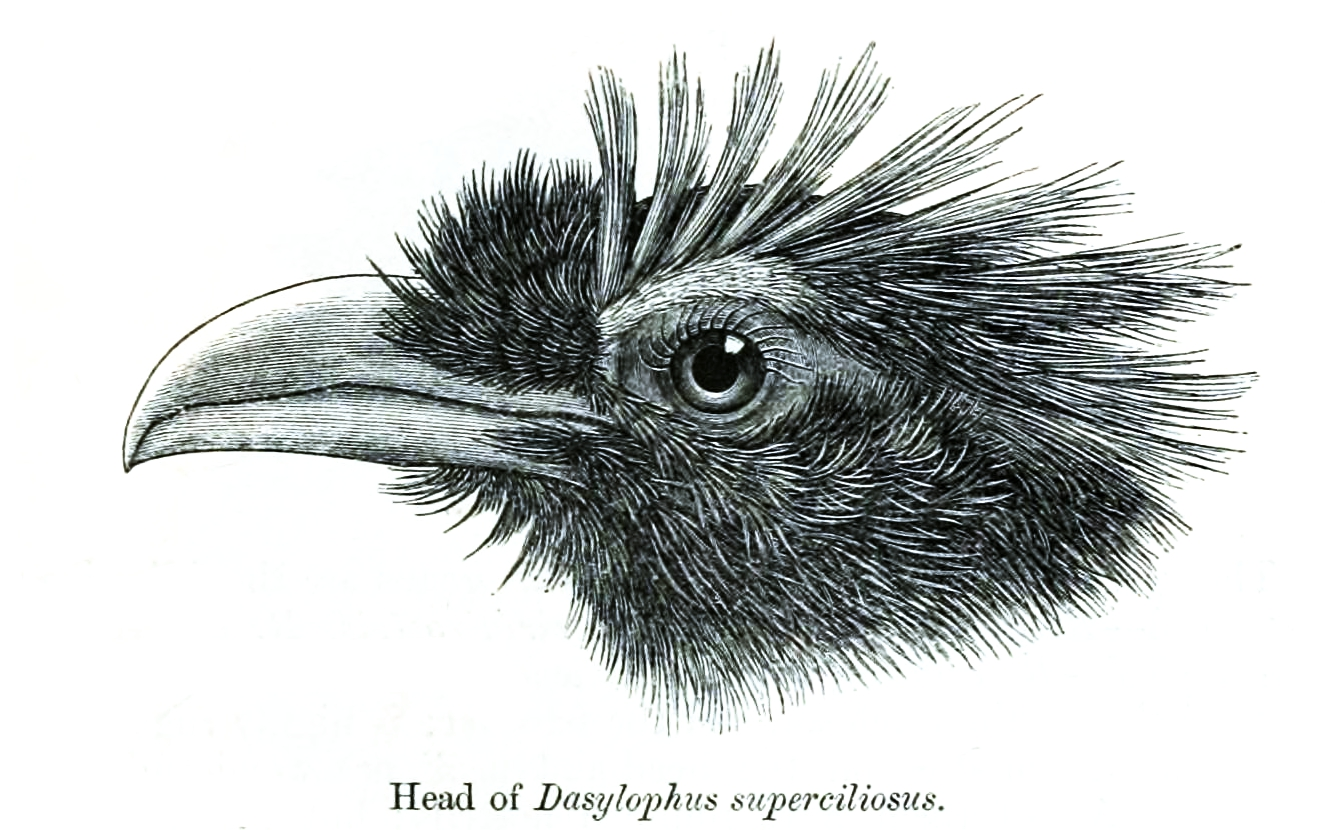
نمط ريش الرأس

### الأنواع الفرعية
يتم التعرف على نوعين فرعيين
- D.s. superciliosus: جنوب لوزون؛ ذو واط أحمر وقنزعة أطول.
- D. s. cagayanesis: شمال لوزون؛ ذو واط أصفر وقنزعة قصيرة.[6] نوع كاغاياننسيس أصغر حجماً،[5] مع قنزعة حاجبية أقل اتساعًا وأقصر مع غسل زيتوني على الأجزاء السفلية مقارنة بالسوبرسيلوسيس.